# Kuttiattoor
Kuttiattoor es una ciudad censal situada en el distrito de Kannur en el estado de Kerala (India). Su población es de 13244 habitantes (2011). Se encuentra a 19 km de Kannur.

## Demografía
Según el censo de 2011 la población de Kuttiattoor era de 13244 habitantes, de los cuales 6272 eran hombres y 6972 eran mujeres. Kuttiattoor tiene una tasa media de alfabetización del 94,35%, superior a la media estatal del 94%: la alfabetización masculina es del 97,06%, y la alfabetización femenina del 91,95%.